# جورج ديفيس
جورج ديفيس (بالإنجليزية: George Davis)‏ (و. 1870 – 1940 م) هو لاعب كرة قاعدة، من الولايات المتحدة، ولد في كوهوس، يلعب كشورتستوب ‏، توفي في فيلادلفيا، بنسيلفانيا، عن عمر يناهز 70 عاماً.

## روابط خارجية
- جورج ديفيس على موقعبيزبول رفرنس.كوم (الدوري الرئيسي) (الإنجليزية)
- جورج ديفيس على موقعبيزبول رفرنس.كوم (الدوري الثانوي) (الإنجليزية)
- جورج ديفيس على موقع مشجعي الرسوم البيانية (الإنجليزية)
- جورج ديفيس على موقع قاعة مشاهير كرة القاعدة (الإنجليزية)